# Estnische Hilfspolizei
Die Estnische Hilfspolizei war eine paramilitärische Hilfspolizei der deutschen Ordnungspolizei im Reichskommissariat Ostland und existierte vom Juli 1941 bis vermutlich Mitte 1944; ein genaues Auflösungsdatum ist nicht bekannt. Kleinere Kontingente wurden bei der Auflösung in die Waffen-SS integriert.

## Geschichte
Die estnischen Einheiten wurden erstmals am 25. August 1941 gegründet, beruhend auf dem Befehl des Feldmarschalls Wilhelm Ritter von Leeb, Befehlshaber der Heeresgruppe Nord, baltische Bürger in den Wehrmachtsdienst aufzunehmen und aus diesen Sicherungsbataillone aufzustellen. In diesem Zusammenhang bildete General Georg von Küchler, Kommandeur der 18. Armee, auf der Grundlage der Omakaitse-Trupps sechs estnische Freiwilligenwachen (bezeichnet als Estnische Sicherungsgruppe, Eesti julgestusgrupp). Der als Kommandeur der deutschen Sicherheitspolizei und des Sicherheitsdienstes (KdS-Estland) eingesetzte SS-Offizier Martin Sandberger ließ noch im Herbst eine Schule zur Ausbildung des estnischen Hilfspersonals in Reval errichten. Sie wurde im Januar 1942 eröffnet. Ihr Leiter war SS-Obersturmführer Arnold Viiding. Allein bis Juli 1942 hatten bereits 189 Esten die vom  Reichssicherheitshauptamt ausgerichteten Lehrgänge besucht. Ab Sommer wurden auch mehrere Gruppen des zukünftigen Personals an die Schulen der Ordnungs- und  Sicherheitspolizei sowie des  Sicherheitsdienstes im Deutschen Reich geschickt. Hier wurden sie neben den Fragen der polizeilichen- und kriminalpolizeilichen Arbeit zugleich mit den nationalsozialistischen Staats- und Rechtsauffassungen, der Rassenideologie sowie der Vernichtung Andersdenkender vertraut gemacht.
Ab September 1941 begann auch das Oberkommando der Wehrmacht (OKW) zusätzlich zu den obigen Einheiten der Ordnungs- und Sicherheitspolizei, weitere Verbände für die Sicherung im rückwärtigen Heeresgebiet, als estnische Hilfspolizeibataillone (Schutzmannschaften kurz "Schuma") aufzustellen.
Während des Zweiten Weltkrieges wurden 26 "Schuma" Bataillone in Estland gebildet, nummeriert von Nr. 29 bis Nr. 45, Nr. 50 und von Nr. 286 bis Nr. 293. Im Gegensatz zur Ukrainischen Hilfspolizei und der Weißruthenischen Hilfspolizei, die im Reichskommissariat Ukraine und im Generalbezirk Weißruthenien von den Deutschen kontrolliert wurden, bestanden die estnischen Polizeibataillone aus weitgehend Einheimischen und umfassten nur wenige deutsche Beamte. Am 1. Oktober 1942 umfasste die estnische Polizei 10.400 Mann, darunter 591 Deutsche.